# Паутовское сельское поселение
Паутовское се́льское поселе́ние — муниципальное образование в Нижнеомском районе Омской области Российской Федерации.
Административный центр — село Паутовка.

## История
Статус и границы сельского поселения установлены Законом Омской области от 30 июля 2004 года № 548-ОЗ «О границах и статусе муниципальных образований Омской области».

## Население
| 2010 | 2011 | 2012 | 2013 | 2014 | 2015 | 2016 |
| ---- | ---- | ---- | ---- | ---- | ---- | ---- |
| 982  | ↘978 | ↘962 | ↘925 | ↘882 | ↘877 | ↘862 |
| 2017 | 2018 | 2019 | 2020 | 2021 | 2023 |      |
| ↘814 | ↘797 | ↘772 | ↘743 | ↘628 | ↘623 |      |

## Состав сельского поселения
| № | Населённый пункт | Тип населённого пункта       | Население |
| - | ---------------- | ---------------------------- | --------- |
| 1 | Лесной           | посёлок                      | 149       |
| 2 | Любимовка        | деревня                      | 133       |
| 3 | Новоивановка     | деревня                      | 110       |
| 4 | Паутовка         | село, административный центр | 521       |
| 5 | Рождественка     | деревня                      | 69        |